# Océan Éditions
 (septembre 2024).
Si vous disposez d'ouvrages ou d'articles de référence ou si vous connaissez des sites web de qualité traitant du thème abordé ici, merci de compléter l'article en donnant les références utiles à sa vérifiabilité et en les liant à la section « Notes et références ».
Océan éditions est l'une des principales maisons d'édition de l'île de La Réunion. Son siège est installé à Saint-André, commune du nord-est de l'île.
A la création en 2006, elle a le statut d'entreprise personnelle.
En 2014, elle est reprise par Epsilon Éditions.